# 자레드 길만

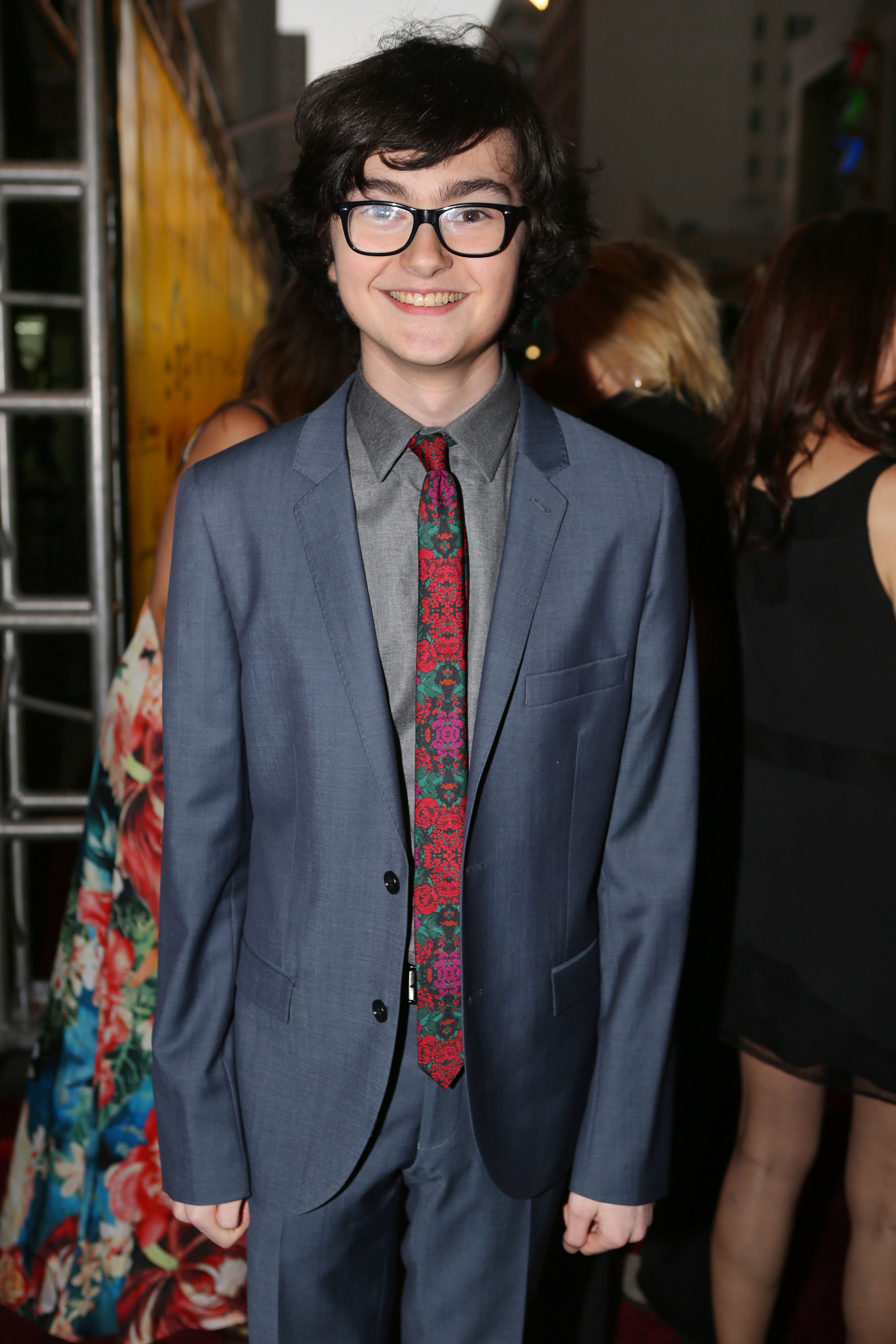

자레드 길만(Jared Gilman, 1998년 12월 28일 ~ )은 미국의 배우, 영화배우이다.
뉴저지주에서 태어났다.

## 영화
- 패터슨 (2016년) - 남학생 역
- 더 프로 (2014년)
- 투-비트 왈츠 (2014년) - 버니 역
- 노 레팅 고 (2014년)
- 엘사 앤 프레드 (2014년) - 미카엘 역
- 문라이즈 킹덤 (2012년) - 샘 역